# 雷灵
雷灵是德国巴伐利亚州的一个市镇。总面积26.24平方公里，总人口2454人，其中男性1250人，女性1204人（2011年12月31日），人口密度94人/平方公里。